# Полет 844 на KLM
Полет 844 на KLM е международен редовен пътнически полет от летище Биак-Мокмер, острови Биак, Холандска Нова Гвинея, до международното летище „Манила“, Манила, Филипините, управляван от KLM. На 16 юли 1957 г. самолетът „Локхийд 1049E Супер Констелейшън“, който изпълнява полета, се разбива и разпада в залива Чендравасих на 1,2 км от летището на островите Биак. В резултат на това 58 (9 от които членове на екипажа) от 68 души на борда на машината загиват. Останките на самолета потъват на около 250 м под повърхността на водата.
Първоначално се смята, че катастрофата е заради пилотска грешка и/или техническа повреда, без никакви доказателства за една от двете причини. Тъй като инцидентът става през нощта, е възможно пилотът да е определил погрешно височината си спрямо морето. Докладът на борда за произшествия отбелязва, че няма доказателства нито за грешка на пилота, нито за техническа повреда, но също така упоменава, че рисковете, свързани с излитане и кацане, не трябва да се увеличават ненужно чрез извършване на ниски преминавания с пътници на борда.